# هانا لويز شيرر
هانا لويز شيرر (بالإنجليزية: Hannah Louise Shearer)‏ (25 أغسطس 1945)؛ كاتبة سيناريو وروائية أمريكية.

## روابط خارجية
- هانا لويز شيرر على موقع IMDb (الإنجليزية)
- هانا لويز شيرر على موقع ألو سيني (الفرنسية)
- هانا لويز شيرر على موقع قاعدة بيانات الفيلم (الإنجليزية)
- هانا لويز شيرر على موقع كينوبويسك (الروسية)